# Luis Armando Roche

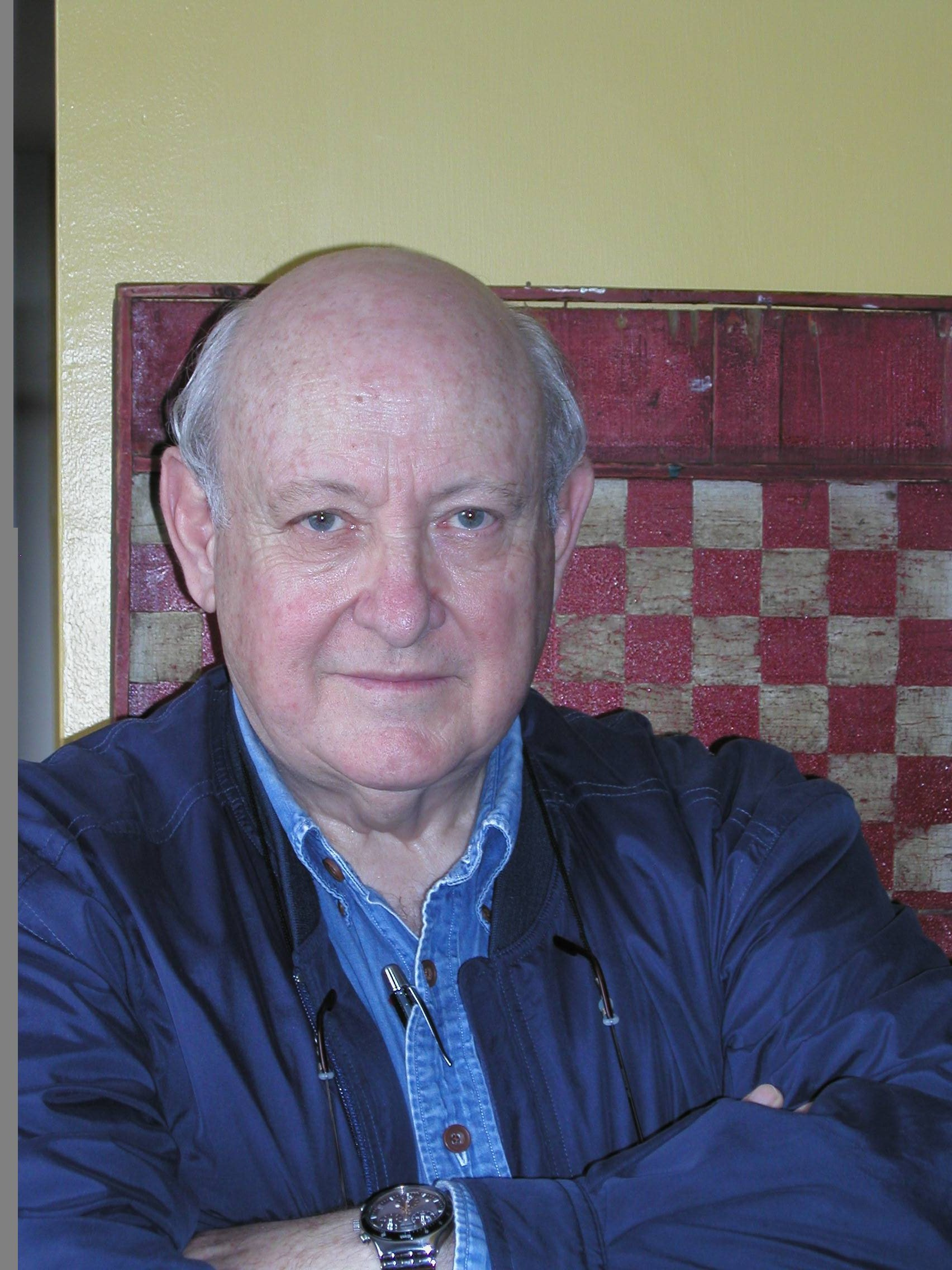

Luis Armando Roche , né à Caracas le 21 novembre 1938 et mort le 2 octobre 2021, est un scénariste et réalisateur de cinéma vénézuélien.

## Biographie
Luis Armando Roche étudie le cinéma à l'IDHEC (1962-1964) puis en Californie (à l'USC puis à l'UCLA) avant de réaliser ses premiers films. Il a également mis en scène des pièces de théâtre et des opéras. Il est l'auteur d'une monographie sur Luis Buñuel : Luis Buñuel: Film Maker-- Of Reality and Dreams.

## Filmographie sélective
- 1975 : Cómo islas en el tiempo
- 1977 : El Cine soy yo
- 1988 : El Secreto
- 1996 : Le Passage des hommes libres (Aire libre)